# Mercury (serveur de messagerie)
Pour les articles homonymes, voir Mercury.
Mercury est un serveur freeware de messagerie POP3 et SMTP développé par David Harris, également développeur du client de messagerie Pegasus Mail. Il fonctionne sous environnement Microsoft DOS, Windows 95/98/NT et NetWare.